# Bomarea edulis
Бомарея эдулис (лат. Bomarea edulis) Бомарея съедобная — вид многолетних листопадных клубневых лиан рода Бомарея семейства Альстрёмериевые.

## Синонимы
По данным The Plant List:
| - Alstroemeria affinis M.Martens & Galeotti - Alstroemeria edulis Tussac - Alstroemeria gloriosa Cham. & Schltdl. - Alstroemeria grandifolia Kunth - Alstroemeria hirtella Kunth - Alstroemeria jacquesiana Lem. - Alstroemeria miniata M.Martens & Galeotti - Alstroemeria pauciflora Lem. - Alstroemeria salsilla Vell. - Alstroemeria salsilloides Mart. - Alstroemeria sepium Schott ex Seub. - Bomarea affinis (M.Martens & Galeotti) Kunth - Bomarea bakeriana Kraenzl. - Bomarea brauniana Schenk - Bomarea caraccensis Herb. - Bomarea edulis var. furcata (Klotzsch ex Kunth) Kuntze - Bomarea edulis var. grandis Herb. - Bomarea edulis var. hirtula Suess. - Bomarea edulis var. maranensis Herb. - Bomarea edulis var. parvifolia (Seub.) Hoehne - Bomarea furcata Klotzsch ex Kunth - Bomarea gloriosa (Cham. & Schltdl.) M.Roem. - Bomarea grandifolia (Kunth) Herb. | - Bomarea guianensis Kraenzl. - Bomarea hirta Schenk - Bomarea hirtella (Kunth) Herb. - Bomarea jacquesiana (Lem.) Kunth - Bomarea janeirensis M.Roem. - Bomarea maakiana Klotzsch - Bomarea macrophylla Schenk - Bomarea maranensis Herb. - Bomarea martiana Schenk - Bomarea miniata (M.Martens & Galeotti) Kunth - Bomarea ovata var. tatiana Herb. - Bomarea perlongipes Killip - Bomarea petiolata Rusby - Bomarea salsilla Vell. - Bomarea salsilloides (Mart.) M.Roem. - Bomarea salsilloides var. pauciflora Schenk - Bomarea salsilloides var. pubescens Schenk - Bomarea salsilloides var. sepium Schenk - Bomarea sororia N.E.Br. - Bomarea spectabilis Schenk - Bomarea spectabilis var. parvifolia Seub. - Bomarea tatiana Herb. - Vandesia edulis (Tussac) Salisb. |

## Ареал
Обитает от Мексики до Колумбии, в относительно холодных областях.

## Ботаническое описание
Клубневая многолетняя травянистая лиана. Стебли обвивающие опору, длиной около 2—3 м. Листья ланцетные, цвет средне- до бледно-зелёного, 6—13 см длиной, иногда с лёгким опушением на нижней стороне. Цветки узкие колокольчатые, 3,5 см длиной, снаружи розовые до светло-красного, с внутренней жёлто-зелёные с красным точечным рисунком, слабо зигоморфные. Многоцветковые цимозные соцветия до 40 цветков, рыхлые округлые зонтичные. Цветёт продолжительно — с конца весны до осени. Холодостойкий вид — до −5 °С

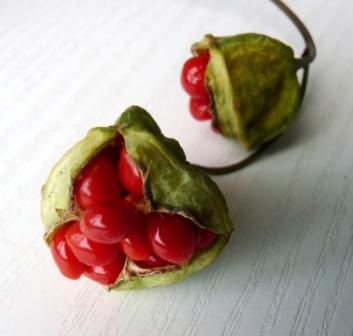
Bomarea edulis, семенная коробочка
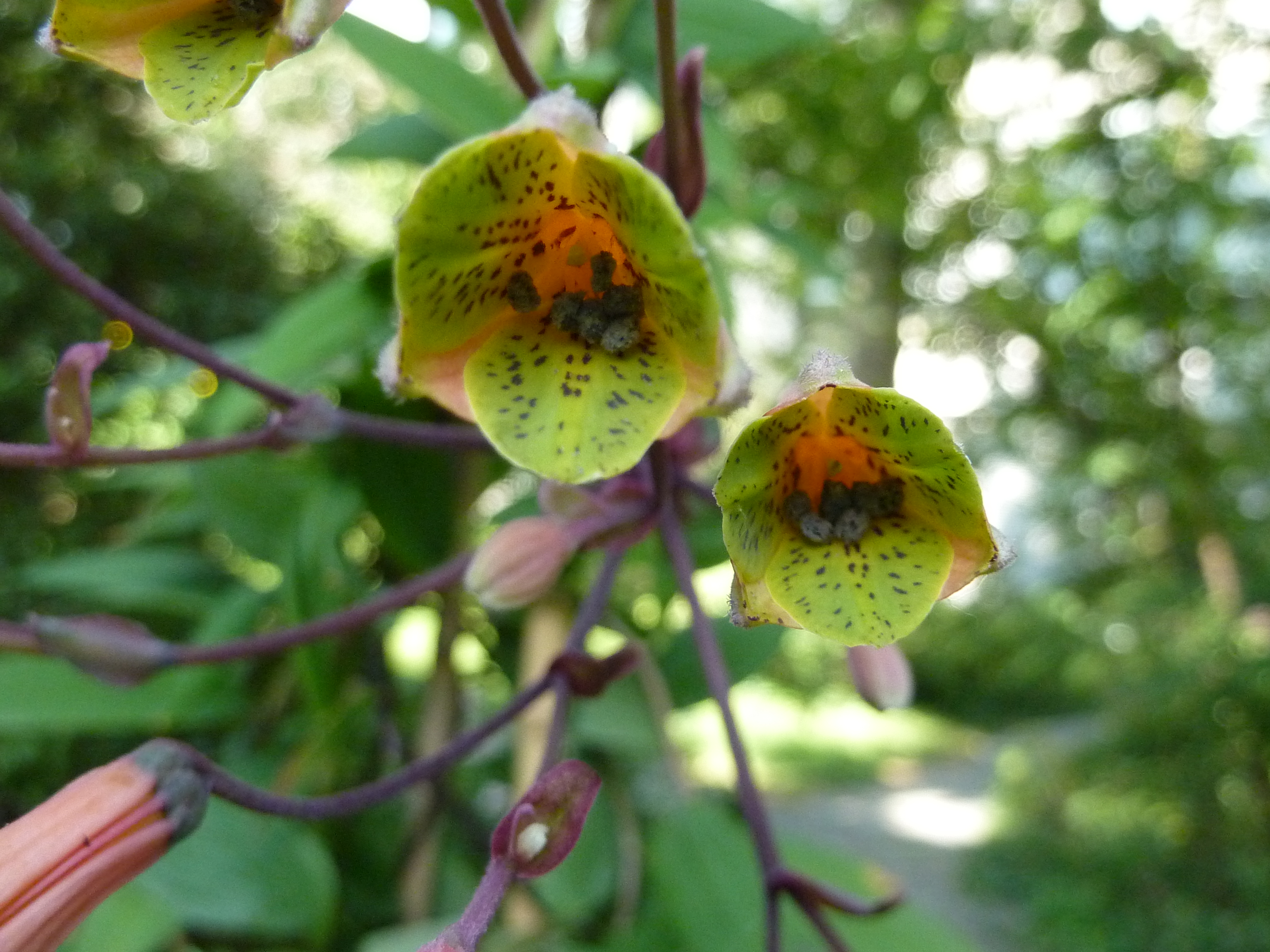
Bomarea edulis
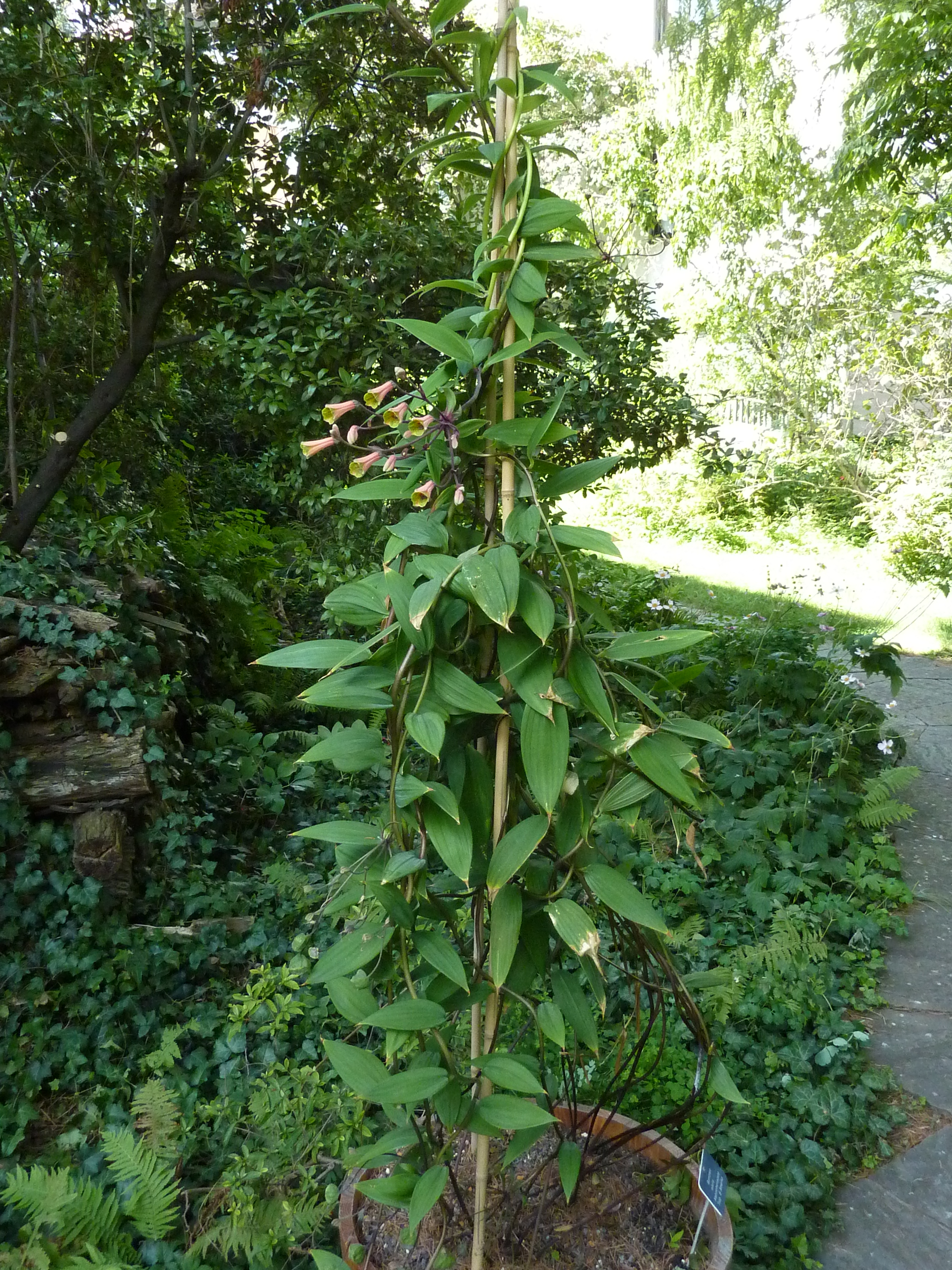
Bomarea edulis

## Применение в культуре
Для вертикального озеленения. В условиях умеренного климата: летом — как контейнерное растение в саду, на террасе, для перезимовки установить в холодную теплицу; В более тёплых безморозных областях сажают в открытый грунт; применяют для озеленения стен, пергол, арок.

## Агротехника
Посадка. Для посадки используют обычный питательный садовый субстрат с добавлением крупного промытого песка, сажают на солнечном месте, слегка затенённом в полдень. Растение нуждается в опоре.
Уход. В период роста обильно поливают, подкармливают 1 раз в месяц жидким комплексным удобрением. Зимой полив сократить, субстрат должен быть только слегка влажный. Усохшие побеги срезать у поверхности субстрата.
Пересаживание. Ранней весной пересаживают в свежий субстрат, или меняют только верхний слой почвы в горшке.
Размножение. Семенами — весной, посев при температуре 13—16 °С. Делением клубней у хорошо разросшихся растений при весенней пересадке.
Болезни и вредители. При содержании в помещениях: теплицах и зимних садах поражается клещиком (лат. Tetranychus urticae), белокрылкой (лат. Trialeurodes vaporariorum), тлёй (лат. Aphididae).